# Ishan Debnath
Ishan Debnath (* 7. Juni 1991 im Bundesstaat Westbengalen) ist ein indischer Fußballtorhüter.

## Karriere
Debnath begann seine Profikarriere bei Mumbai FC. Sein Debüt gab er 2011 im Indian Federation Cup gegen Salgaocar SC. Sein Ligadebüt gab er dann am 28. Oktober 2011 bei einer 0:4-Niederlage gegen Dempo SC. Am 3. Juni 2012 wechselte er zu Prayag United, bevor er dann 2014 zu Mumbai City FC ging.